# فاتساني: قصة نجاة (فلم)
فاتساني: قصة نجاة (بالإنجليزية: Fatsani: A Tale of Survival)، هُو فيلم دراما مالاوي أخرجه Gift Sukez Sukali. اختير الفيلم ليكون الترشيح الرسمي لدولة مالاوي للتنافس على نيل جائزة أفضل فيلم دولي خلال حفل توزيع جوائز الأوسكار الرابع والتسعين.

## طاقم التمثيل
- كالفن ماكوسيل نغوما في دور ليبينغا.
- إدوين شوندي في دور موسى.
- هانا سوكالي في دور فاتساني.
- باتريك مانغو في دور بيلاتو شيبوانيا.

## وصلات خارجية
- مقالات تستعمل روابط فنية بلا صلة مع ويكي بيانات